# Bahnhof Shin-Unuma
Der Bahnhof Shin-Unuma (jap. 新鵜沼駅, Shin-Unuma-eki) ist ein Bahnhof auf der japanischen Insel Honshū. Er wird von der Bahngesellschaft Meitetsu (Nagoya Tetsudō) betrieben und befindet sich in der Präfektur Gifu auf dem Gebiet der Stadt Kakamigahara östlich von Gifu. Er grenzt unmittelbar an den Bahnhof Unuma von JR Central.

## Verbindungen
Shin-Unuma ist ein kombinierter Durchgangs- und Kopfbahnhof der Bahngesellschaft Meitetsu am Übergang zwischen der Meitetsu Inuyama-Linie und der Meitetsu Kakamigahara-Linie. Erstere führt über Inuyama nach Nagoya, letztere nach Gifu. In unmittelbarer Nachbarschaft befindet sich der Bahnhof Unuma von JR Central.
Besondere Bedeutung haben die während der Hauptverkehrszeit stündlich fahrenden µSky-Schnellzüge von Shin-Unuma über Meitetsu Nagoya und Ōtagawa zum Flughafen Chūbu. Hinzu kommen zwei Gattungen von Eilzügen im Halbstundentakt mit unterschiedlichen Streckenverläufen. Die Rapid Limited Express verbinden Shin-Unuma mit Meitetsu Nagoya, Chiryū und Bahnhof Toyohashi, die Express verkehren von Shin-Unuma über Meitetsu Nagoya und Ōtagawa nach Kōwa. Nahverkehrszüge mit Halt an allen Bahnhöfen sind mit der Meitetsu Kakamigahara-Linie verknüpft; sie verkehren je nach Tageszeit im 15- oder 30-Minuten-Takt vom Bahnhof Inuyama über Shin-Unuma nach Meitetsu Gifu.
Auf dem südlichen Bahnhofsvorplatz gibt es mehrere Bushaltestellen. Diese werden von je zwei Linien der Gesellschaften Gifu Bus und Kakamigahara City Fureai Bus bedient.

## Anlage
Der Bahnhof steht im Stadtteil Unuma-Minamimachi, ganz im Osten des Stadtgebiets gelegen und knapp 200 Meter von der Brücke über den Kiso entfernt. Die Umgebung ist von Wohnvierteln geprägt. Die ebenerdige Anlage ist von Süden nach Norden ausgerichtet und umfasst fünf Gleise, die alle dem Personenverkehr dienen. Diese liegen an einem Seitenbahnsteig und an zwei Mittelbahnsteigen, die alle zum Teil überdacht und leicht gekrümmt sind. Die Gleise 1 und 2 sind Durchgangsgleise zwischen der Inuyama- und der Kakamigahara-Linie, die Gleise 3, 4 und 5 enden stumpf am Bahnsteigende und dienen ausschließlich dem Eilzugverkehr auf der Inuyama-Linie. Alle Bahnsteige sind an ihrem südlichen Ende über eine gedeckte Fußgängerbrücke miteinander verbunden. Sie führt einerseits zum Empfangsgebäude am westlichen Bahnhofsvorplatz, andererseits stellt sie eine Verbindung zum östlichen Bahnhofsvorplatz und zum rund 150 Meter entfernten Bahnhof Unuma an der Takayama-Hauptlinie her.
Im Fiskaljahr 2019 nutzten durchschnittlich 11.033 Fahrgäste täglich den Bahnhof.

## Bilder

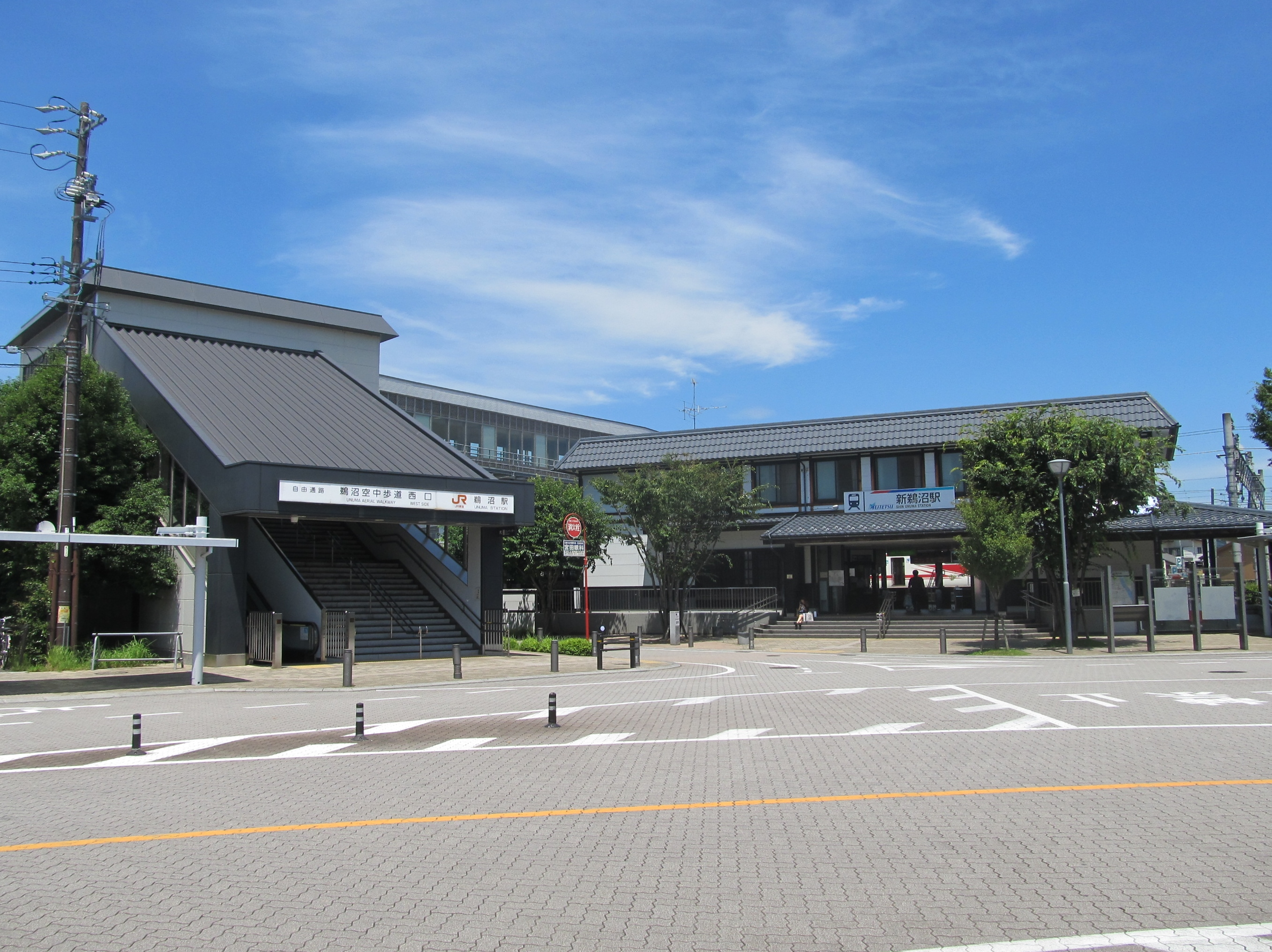
Westeingang
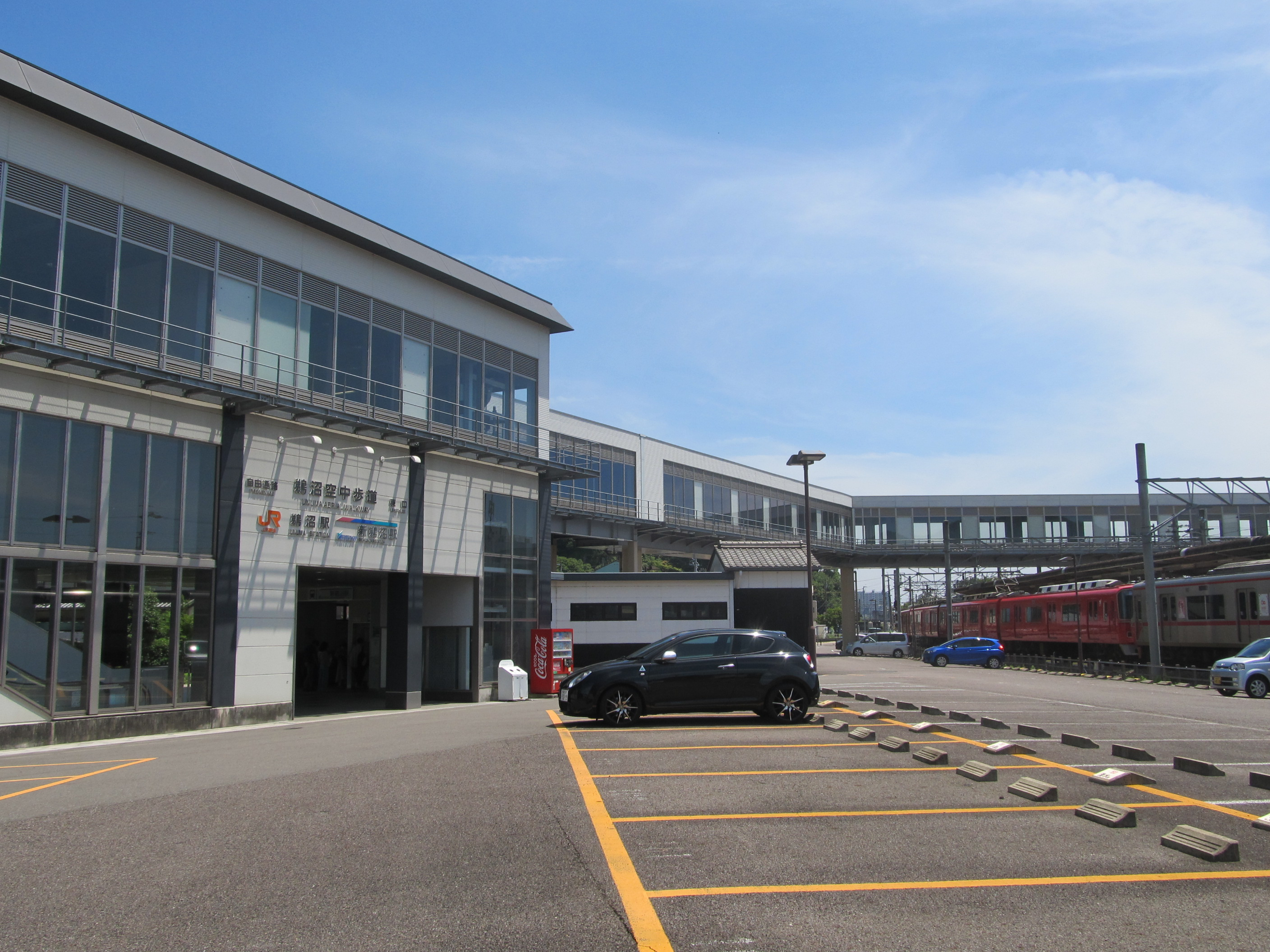
Osteingang
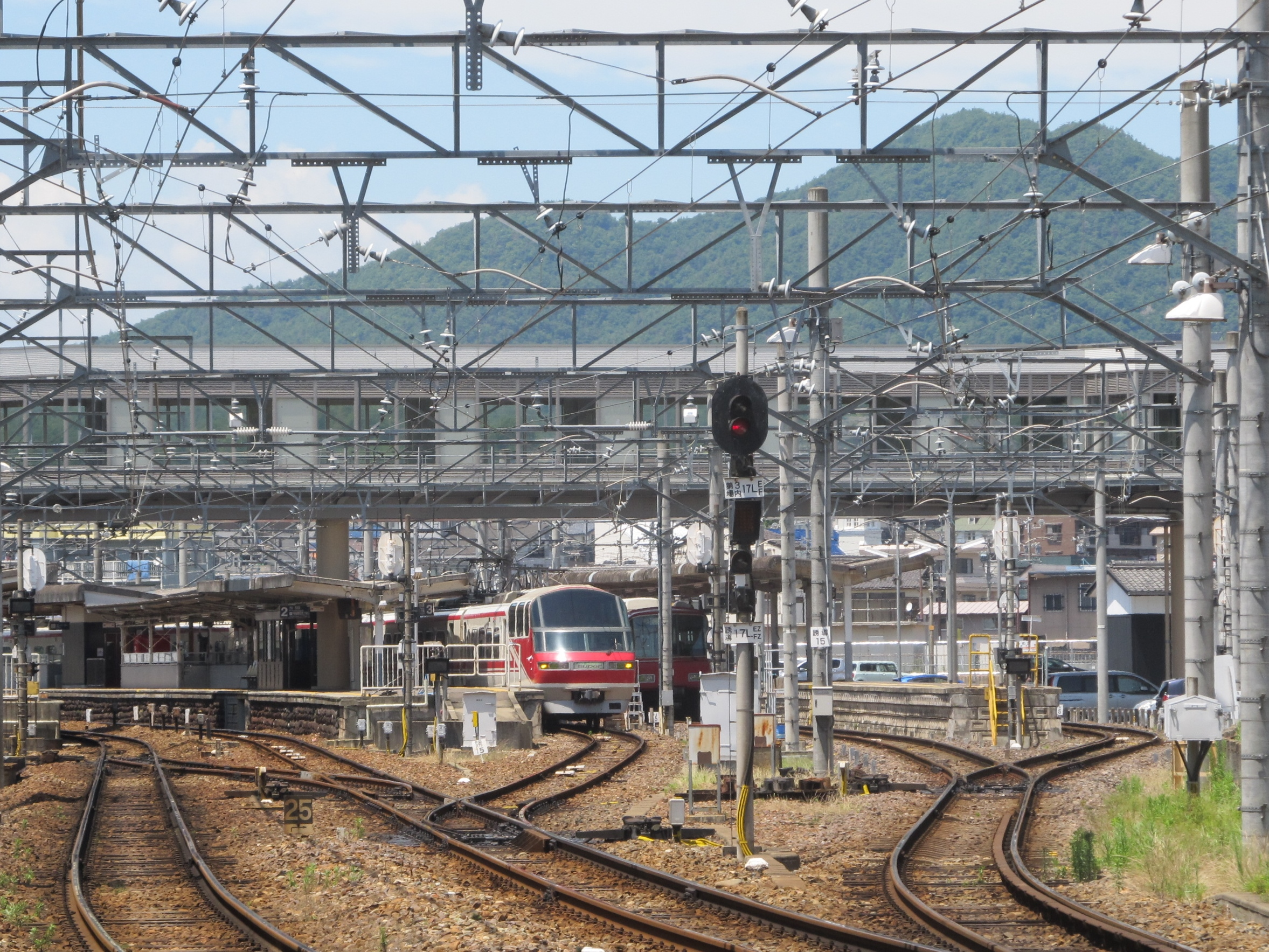
Ansicht der Bahnsteige
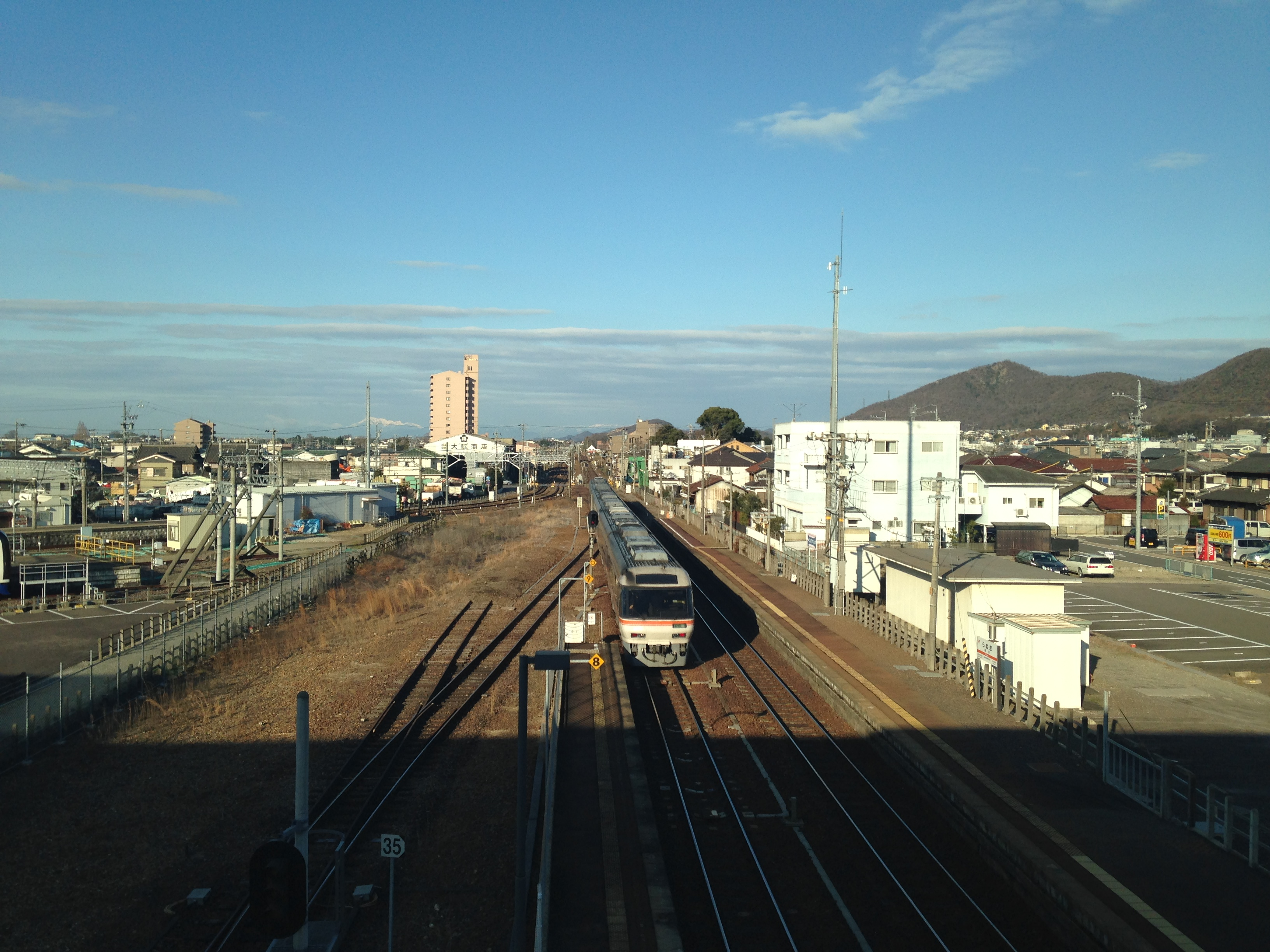
Aussicht von der Fußgängerbrücke
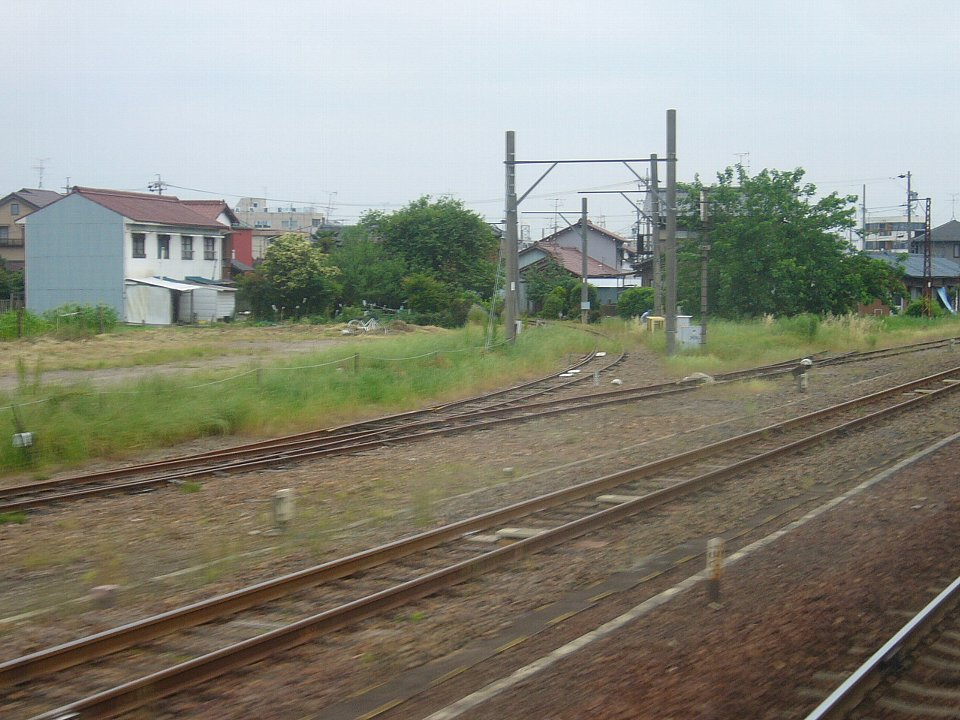
Ehemalige Verbindungskurve zur Taita-Linie

Gleisplan (mit Bhf. Unuma)

## Gleise
| 1   | ▉ Meitetsu Kakamigahara-Linie | Meitetsu Gifu                                                          |
| 2   | ▉ Meitetsu Kakamigahara-Linie | Inuyama (zwischen Gifu und Inuyama verkehrende Züge)                   |
| 3–5 | ▉ Meitetsu Inuyama-Linie      | Inuyama • Iwakura • Meitetsu Nagoya (hier beginnende und endende Züge) |

## Linien
| Verlauf der Meitetsu Inuyama-Linie |
| --- |
| Biwajima-Gleisdreieck • Shimo-Otai • Naka-Otai • Kami-Otai • Nishiharu • Tokushige-Nagoyageidai • Taisanji • Iwakura • Ishibotoke • Hotei • Kōnan • Kashiwamori • Fusō • Kotsuyōsui • Inuyamaguchi • Inuyama • Inuyama-Yūen • Shin-Unuma |

| Verlauf der Meitetsu Kakamigahara-Linie |
| --- |
| Meitetsu Gifu • Tagami • Hosobata • Kiridōshi • Tejikara • Takadabashi • Shin-Kanō • Shin-Naka • Shiminkōen-mae • Kakamigahara-shiyakusho-mae • Rokken • Mikakino • Nijikken • Meiden Kakamigahara • Ogase • Haba • Unumajuku • Shin-Unuma |

## Geschichte
Die Bahngesellschaft Nagoya Tetsudō (eine Vorgängerin der heutigen Meitetsu) eröffnete den Bahnhof Shin-Unuma am 1. Oktober 1926, zusammen mit dem von Inuyama-Yūen bis hierhin führenden Abschnitt der Inuyama-Linie und der Brücke über den Kiso. Dieser Abschnitt war Teil eines letztlich nicht verwirklichten Projekts, der die Stadt Seki hätte anschließen sollen. Knapp ein Jahr später, am 20. September 1927, zog die Kakamigahara Tetsudō nach und verlängerte die Kakamigahara-Linie von Niren-Taima (heute Meiden Kakamighara) zum Bahnhof Higashi-Unuma (新鵜沼), der unmittelbar neben dem Bahnhof Shin-Unuma lag. Beide Bahnhöfe wurden am 5. Februar 1931 zusammengelegt. Ab 1932 ermöglichte im Osten der Anlage eine Verbindungskurve Direktverbindungen zur Takayama-Hauptlinie.
Durch die Übernahme der Kakamigahara Tetsudō und die Fusion mit der Aichi Denki Tetsudō, beide im Jahr 1935, gelangte die Meitetsu in den Besitz des Bahnhofs. Die Anordnung der Gleise blieb zunächst unverändert. Am 12. Mai 1948 wurde die Oberleitungsspannung der Inuyama-Linie von 600 auf 1500 V Gleichspannung erhöht, was in Shin-Unuma zu einer betrieblichen Trennung führte. Als die Oberleitungsspannung auf der Kakamigahara-Linie am 15. März 1964 ebenfalls auf 1500 V erhöht wurde, waren beide Strecken wieder miteinander verbunden; auf diesen Zeitpunkt hin hatte die Meitetsu die Bahnsteige für den gemeinsamen Betrieb neu angeordnet. 1967 erhielt der Bahnhof ein neues Empfangsgebäude. Nach der Einstellung der letzten Direktverbindung zur Takayama-Hauptlinie wurde die Verbindungskurve an der Ostseite am 1. Oktober 2001 stillgelegt und einige Jahre später abgebrochen. 2002 erhielt der Bahnhof zwei zusätzliche Gleise an einem neuen Kopfbahnsteig.